# Amédée Courbet
 (janvier 2024).
Pour les articles homonymes, voir Courbet.
Amédée Courbet, né le 26 juin 1827 à Abbeville et mort le 11 juin 1885 à Makung aux îles Pescadores, est un vice-amiral français.
Il se distingue particulièrement durant l'expédition du Tonkin au commandement de la « Division navale des côtes du Tonkin » (1883), puis au corps expéditionnaire du Tonkin (1883-1884) et enfin comme commandant en chef de l'escadre d'Extrême-Orient (1884-1885) durant la guerre franco-chinoise.

## Biographie

### Une enfance abbevilloise
Amédée-Prosper-Anatole Courbet est le deuxième fils d'un négociant en vins. Avec son épouse femme, née Poulard, ils eurent deux autres enfants, une fille Céline (née en 1811), future Mme Cornet, et un fils Alexandre (né en 1815).
C'était une famille riche et considérée dans leur ville natale. Le père mourut en 1836 mais Amédée poursuivit ses études à l'institution Speri, d'Abbeville d'où il sortit bachelier.

### Élève de l'École polytechnique
Après son baccalauréat, il part à Paris à l'institution Favart, et il suit les cours du lycée Charlemagne. À la fin de l'année scolaire 1845-1846, il obtient le second prix de mathématiques spéciales. En 1847, sur 126 élèves reçus, il entre dans les quinze premiers à l'École polytechnique, dans la promotion de Bouquet de la Grye.

### Un acteur de la Révolution de 1848
Le 24 février 1848, la Révolution éclate. Les polytechniciens s'élancent dans Paris insurgé. Anatole Courbet a le grade de sergent-major, et, à ce titre, entraîne et commande ses camarades.
Le directeur du journal Le National, Armand Marrast, devenu maire de Paris, fait alors la connaissance d'Anatole Courbet. Il lui propose de venir travailler avec lui, à la fois au journal et à l'hôtel de ville. Il devient également le secrétaire du gouvernement provisoire. Observant les hommes politiques changer d'avis régulièrement, Anatole Courbet est déçu. Il comprend qu'il ne sera jamais un homme politique. Il écrit cette phrase bien après ces événements : « Quand je pense qu'il y a aujourd'hui trente-six ans, je risquais ma peau dans les rues de Paris pour préparer l'avènement de ces polichinelles-là… Ce remords me poursuivra jusque dans la tombe… »[réf. nécessaire]
Après cela, Courbet retourne à ses études et sort 56e à l'examen final. Ses examinateurs notent : « goût prononcé pour la Marine : pourra faire un bon officier. »[réf. nécessaire]
Lors de la promotion de 1849, nommé aspirant de 1re classe, il est dirigé d'office sur le port de Toulon pour être embarqué sur le navire L’Océan.

### Carrière dans la marine française

#### Un début de carrière prometteur
Il arrive à Toulon en octobre 1849. Son premier vaisseau à embarquer en tant que jeune aspirant est L’Océan. Ensuite, le 18 novembre 1849, il embarque sur une corvette à voiles La Capricieuse. De Toulon il gagne Valparaiso, Gambier, Marquises, Tahiti, Macao…
Puis Courbet reçoit l'ordre d'embarquer sur L’Olivier qui a charge de poursuivre les pirates levantins pendant la Guerre de Crimée. Il est nommé enseigne de vaisseau en 1854 et lieutenant de vaisseau le 29 novembre 1856. Sur le Coligny, il participe à une tournée des « presidios » espagnols au Maroc (Peñón de Vélez de la Gomera, Peñón de Alhucemas, Melilla et les îles Zaffarines).
Au début de l'année 1858, un ordre de mission l'envoie à Lorient pour faire du service à terre. Courbet n'aime guère cela. Il embarque sur le vaisseau-école Le Suffren. Ensuite, le 14 août 1866, il est promu capitaine de frégate.

#### Missions aux Antilles et en Nouvelle-Calédonie
En janvier 1870, Courbet embarque sur Le Talisman pour une mission aux Antilles le 2 avril. Il retourne aux Antilles à bord de La Minerve et, le 11 avril 1873, il est promu au grade de capitaine de vaisseau.
Nommé chef d'état-major général de l'amiral d'Hornoy, il monte à ce titre à bord du cuirassé Le Richelieu le 13 octobre 1877. Pour la première fois, Courbet a en mains une flotte entière composée de neuf cuirassés et cinq croiseurs. Courbet remplit sa mission avec zèle. L'amiral Jauréguiberry le convoque à son cabinet le 24 mai 1879 pour lui proposer sa nomination à la fonction de gouverneur de la Nouvelle-Calédonie, contre son gré, puisqu'il ne souhaite pas dépendre d'hommes politiques républicains.
Nommé au poste de gouverneur en juin, il devient à la fois officier colonial et administrateur civil. Il débarque à Nouméa le 8 août 1880, est promu contre-amiral en septembre et reste gouverneur de Nouvelle-Calédonie jusqu'au 25 septembre 1882, date à laquelle il remet ses pouvoirs à son successeur, Pallu de la Barrière. Son séjour calédonien, dans une conjoncture politique difficile, est émaillé de conflits avec le conseil municipal de Nouméa et avec une partie de la presse locale.
Les dossiers locaux qu'il a à traiter sont évidents : législation sur la presse, bagne, sauterelles, Malabars, fête nationale, collège de Nouméa, réorganisation de la justice, amélioration du fonctionnement des commissions municipales, opposition constructive au conseil municipal de Nouméa (conseiller Mourot, etc), arrêt de l'émigration des Néo-Hébridais.
Courbet quitte la Nouvelle-Calédonie pour Sydney, puis la France, le surlendemain, heureux d'être débarrassé de « cet odieux gouvernement »[réf. nécessaire].

#### Mission en Indochine

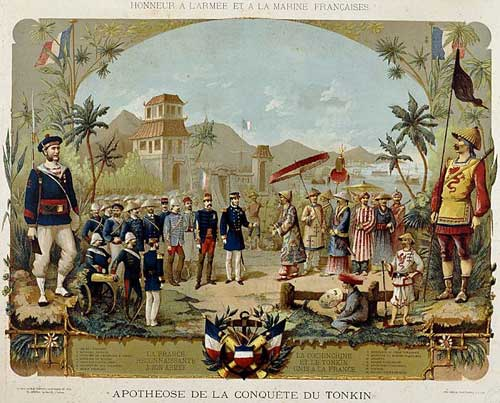
L'amiral Courbet à la cour de Hué.

Le 26 mai 1883, une dépêche arrivée d'Indochine bouleverse la France entière : celle du massacre de plusieurs soldats et marins français par les Pavillons noirs.
Le 31 mai 1883, Courbet est nommé commandant en chef de la « Division navale du Tonkin ».
Il part pour la Cochinchine sur le Bayard, dont le nom reste inséparable du sien, et, le 13 juillet, il arrive devant Saïgon. Les ordres sont simples : agir et vite. Le 18 août, l'escadre écrase les forts de Thuận An et le 20, après une  bataille féroce (en), la France emporte la ville contre les Annamites, grâce au contre-amiral Courbet. Le 25, le roi Hiep-Hoa signe un traité en reconnaissant le protectorat français.
Courbet se voit confier le 26 octobre 1883 le commandement en chef des forces de terre (corps expéditionnaire du Tonkin) et de mer.
Le 16 décembre, il se distingue lors de la prise de Sontay aux Pavillons noirs, après avoir dirigé en personne l'offensive d'un monticule. Visible de tous et soumis au feu nourri des défenseurs chinois, il demeure d'un sang-froid absolu, inspirant le respect y compris aux soldats de l'armée de terre, qui n'ont guère l'habitude d'être commandés par un marin.
Il est élevé à la dignité de grand officier de la Légion d'honneur le 20 décembre.
Il est néanmoins remplacé à la tête du Corps expéditionnaire du Tonkin par le général Millot, ce qui l'affecte profondément.
Le 1er mars 1884, il est nommé vice-amiral. Dans cette guerre franco-chinoise, les victoires s'enchaînent le 12 mars 1884 Bac-Ninh est pris ; puis Fou-Tchéou, Keelung, Penghu. Le 12 avril, la dernière place forte aux mains des Pavillons noirs, Hong-Hoa, est prise à son tour.
Le 28 juin, 600 soldats français, marchant sous le commandant Dugenne vers Lang-Son, sont attaqués par 6 000 réguliers chinois et 22 sont tués au cours de l'embuscade de Bac Le.
À la suite de cette affaire, la guerre limitée au Tonkin est portée sur le littoral chinois. Le 2 août 1884, la guerre contre la Chine commence officiellement et il reçoit le commandement de l'Escadre d'Extrême-Orient, nouvellement créée en réunissant la Division navale des côtes du Tonkin avec la Division navale d'Extrême-Orient.
Courbet a sous ses ordres un aviso, trois croiseurs, trois canonnières, et deux torpilleurs. Les Chinois ont onze bâtiments de guerre, douze jonques de guerre et sept canots torpilleurs à vapeur.
Le vice-amiral Courbet descend du 23 au 26 août 1884 avec sa flotte la rivière de Min, pour détruire toutes les forteresses sur son passage. C'est la « descente de la rivière Min ». Courbet est alors surnommé « le terrible Coupa ». Les forts Mingan, Kimpaï, Blanc et la flotte chinoise sont réduits au silence au cours de cette bataille de Fuzhou.
Le 10 septembre 1884, le gouvernement lui décerne la médaille militaire.
Courbet reçoit l’ordre de s’emparer de Formose ou, à défaut, d’en opérer le blocus. Il tente de convaincre le gouvernement que les forces dont il dispose ne lui permettront pas de se rendre maître d’une île quatre fois plus grande que la Corse. C’est peine perdue, il arrive donc sur place le 1er octobre. Il faut attendre le 13 février 1885 pour que Courbet, lançant ses canots porte-torpilles, coule plusieurs bateaux chinois dans la rade de Shei Pou. Dans un courrier adressé à son ministre de tutelle, il n’oublie pas de rappeler modestement le rôle des hommes qu’il a sous son commandement : « Avec des officiers et des hommes de cette trempe on peut entreprendre tout ce qui est praticable ».
Courbet fait appel au jeune capitaine Joffre, le 19 février 1885, et le nomme Chef de Génie du corps de Formose. Joffre sera chargé de reconstruire les fortifications de l'ile.
Courbet prend part de façon décisive à la campagne des îles Pescadores, fin mars 1885, et les Français occupent cet archipel chinois. Courbet est dès lors considéré en France métropolitaine comme un héros national.

### Décès

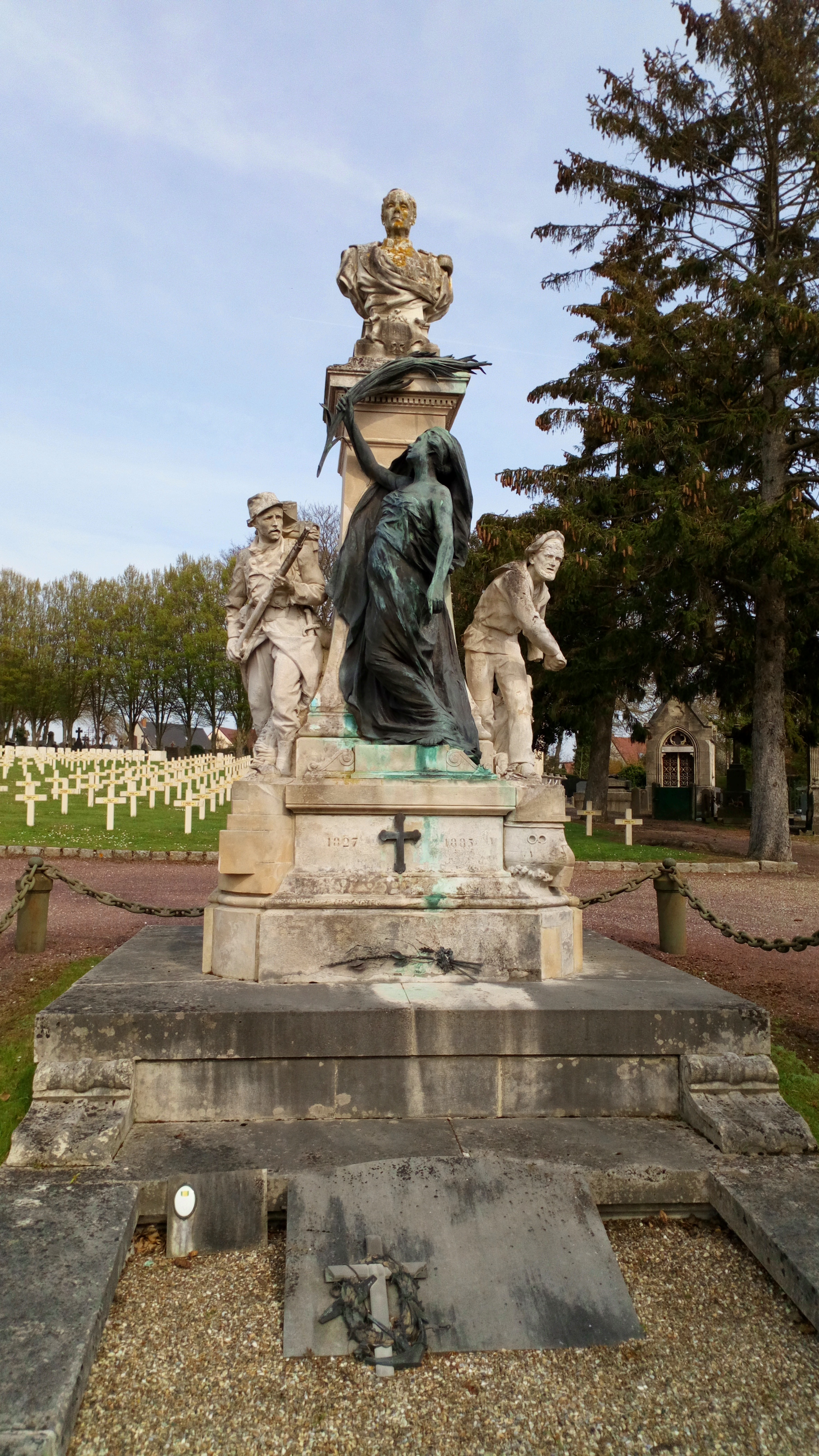
Sépulture de l'amiral Courbet.

Peu après, sa santé décline lentement, rongé depuis deux ans par le choléra. Dès le 15 mai 1885, ses forces diminuent. Le 11 juin, l'agonie commence ; le soir à 21 h 30, le docteur Doué annonce « Messieurs, l'amiral Courbet est mort ». Il est mort à bord du Bayard, son navire. Du simple matelot à ses officiers, tous s'inclinent devant sa dépouille. Celle-ci est déposée dans un cercueil de plomb, un de chêne, un troisième en zinc et le dernier en teck.

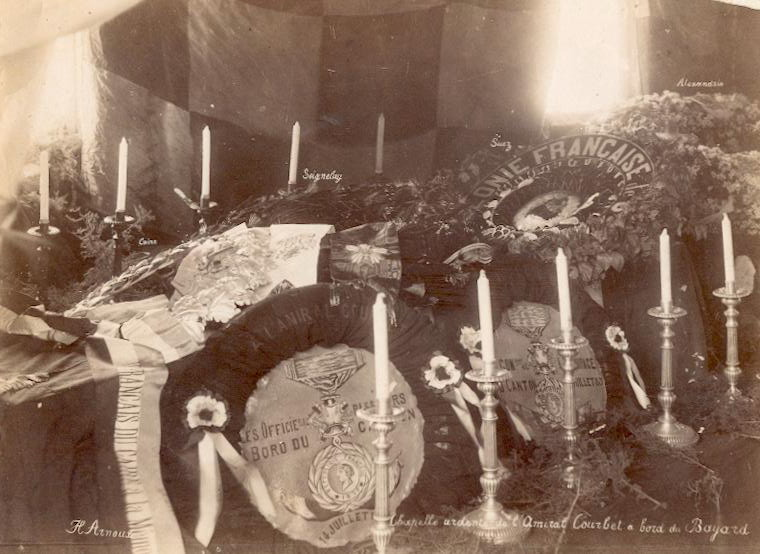
Chapelle ardente en l'honneur de
l'amiral Courbet.

La dépouille de l'amiral est ramenée en France à bord du Bayard. Le 24 juillet 1885, le navire mouille aux Seychelles et le 13 août à Port-Saïd. Le 27 août, le cercueil de Courbet arrive à Paris. Les marins du Bayard le transportent dans la cour d'honneur de l'hôtel des Invalides où les honneurs militaires lui sont rendus. Le ministre de la Marine, Charles-Eugène Galiber et le président du Conseil, Henri Brisson lui rendent un hommage officiel à la Chambre et au Sénat.
Le sabre de l'amiral Courbet a été déposé dans la chapelle « Marine » de la basilique du Sacré-Cœur de Montmartre. Par testament, il lègue « ses économies en espèces et ses valeurs mobilières » à la Société de sauvetage en mer de la baie de Somme. Il est enterré au cimetière de la Chapelle d'Abbeville.

## Témoignages
Pierre Loti a écrit à propos de l'amiral Courbet : 

« Il se montrait très avare de ce sang français. Ses batailles étaient combinées, travaillées d'avance avec une si rare précision, que le résultat, souvent foudroyant, s'obtenait toujours en perdant très peu, très peu des nôtres ; et ensuite, après l'action qu'il avait durement menée avec son absolutisme sans réplique, il redevenait tout de suite un autre homme très doux, s'en allant faire la tournée des ambulances avec un bon sourire triste ; il voulait voir tous les blessés, même les plus humbles, leur serrer la main ; — eux mouraient plus contents, tout réconfortés par sa visite. »

Maurice Loir, officier sur le cuirassé Triomphante, a écrit à propos de l'amiral Courbet :

« La mort de ce chef était faite pour répandre dans toute l'escadre les plus vifs sentiments de regret et de tristesse. Tous ces officiers qui l'avaient vu à l'œuvre, qui avaient eu l'honneur et le bonheur de servir sous ses ordres, mesuraient l'étendue de la perte que faisaient à la fois la Marine et la France […] Cette mort soudaine ne créait pas seulement un vide présent. Elle arrachait une espérance […] »

Et après la descente de la rivière Min : 

« Tous s'inclinaient devant la haute valeur de ce chef qui avait exactement reconnu d'un œil infaillible jusqu'où il pouvait tenter la fortune et pousser l'audace […] Du pont du Duguay-Trouin, comme naguère du pont du Volta, il avait suivi toutes les péripéties des quatre dernières journées, transmettant les ordres les plus clairs, les plus nets, les plus précis, questionnant chacun sur les résultats obtenus, poursuivant sa tâche avec autant de méthode et de science que d'énergie et d'intrépidité. »

Ernest Thounens, commandant le croiseur Parseval, a écrit à propos de l'amiral Courbet :

« Comment faisait-il car, il était un chef dur, inflexible pour les autres autant que pour lui-même, ne laissant jamais voir sa sensibilité exquise, ni ses larmes qu'à ceux qui allaient mourir […] N'admettant jamais la discussion de ses ordres, tout en restant parfaitement courtois, il avait sa manière à lui, impérieuse et brève, de les donner : « Vous m'avez compris, mon ami?… Allez. » avec cela un salut, une poignée de main, et on allait n'importe où. »

Extrait du poème qui lui est dédié, par François Coppée :
Courbet, grand et vénéré nom !

Il vient. Il apparut et disparut trop vite,

Et sa gloire brille pour s'éteindre subite,

Ainsi que l'éclair d'un canon.

Ce qu'il fut : un marin. - Un marin c'est-à-dire

L'homme qui n'est heureux qu'en mer, sur le navire

Qui peut devenir son tombeau ; 

L'homme qui, pour servir son pays, sacrifie

Et risque chaque jour, à chaque instant, sa vie…

Un marin!… et rien n'est plus beau.

Il eut ces deux amours : la patrie et l'espace…

## Distinctions
- Médaille militaire (13 septembre 1884)[10]
- Grand officier de la Légion d'honneur (20 décembre 1883)[11]
- Officier d'académie

## Hommages posthumes
- Trois bâtiments de la Marine nationale française ont été baptisées en l'honneur d'Amédée Courbet
  - le Courbet (1882), deuxième cuirassé de classe Dévastation de la Marine française ;
  - le Courbet (1911), le navire de tête de la classe de cuirassés Courbet ;
  - la frégate Courbet de type légère furtive de classe La Fayette, lancée en 1994.
- À Abbeville :
  - place de l'Amiral Courbet : Monument à l'amiral Courbet, 1890, par Alexandre Falguière aidé par Antonin Mercié[12] ;
  - cimetière : Monument funéraire de l’amiral Courbet, 1890, par Emmanuel Fontaine[13],[14].
- À Makung (archipel des Pescadores, Taïwan) : stèle « à la mémoire de l'amiral et des marins français ».
- Un timbre à son effigie a été émis en Indochine, ainsi qu'un timbre resté non émis (Série des marins, 1943-1945)[15].
- De nombreuses villes françaises ont donné le nom d'« Amiral Courbet » à une voie publique :

- Abbeville
- Aigues-Mortes
- Amiens
- Antibes
- Audierne
- Berck
- Béziers
- Bois-Colombes
- Bordeaux
- Brest
- Cancale
- Cayeux-sur-Mer
- Chalindrey
- Cherbourg-en-Cotentin
- Cholet
- Clermont-Ferrand
- Concarneau
- Croix
- Dijon
- Douarnenez
- Grenoble
- Hellemmes
- Houilles
- L'Aiguillon-sur-Mer
- La Baule-Escoublac
- Lambersart
- Le Bouscat
- Le Croisic
- Le Crotoy
- Le Havre
- Le Portel
- Le Pouliguen
- Le Touquet-Paris-Plage
- Lézignan-Corbières
- Lille
- Lorient
- Lyon
- Maisons-Alfort
- Marseille
- Maxéville
- Menton
- Mérignac
- Mers-les-Bains
- Montigny-en-Gohelle
- Nantes
- Narbonne
- Navenne
- Neuilly-sur-Marne
- Nevers
- Nîmes
- Nogent-sur-Marne
- Paris (rue de l'Amiral-Courbet)
- Quend
- Rennes
- Rochefort-sur-Mer
- Romans-sur-Isère
- Roscoff
- Roubaix
- Saint-André-lez-Lille
- Saint-Astier
- Saint-Brieuc
- Saint-Mandé
- Saint-Nazaire
- Saint-Valery-sur-Somme
- Soulac-sur-Mer
- Strasbourg
- Tarbes
- Toulon
- Tourcoing
- Vendin-le-Vieil
- Vichy
- Villefranche-sur-Mer
- Saint Laurent de la Salanque

## Liens